# Григориопољ
Григориопољ (молд. Григориопол, рус. Григорио́поль, укр. Григоріо́поль) је град у Придњестровљу, у Молдавији. Град се налази на левој обали Дњестра. Григориопол поред градског дела, обухвата и мање село Красноје. Према попису из 2004. град је имао 11,473 становника.

## Језичка контроверза
Током 1996. и 2002. године, град је био центар спора око покушаја локалних Молдаваца да користе латиницу уместо ћирилице у оближњој молдавској школи, што је у супротности са политиком Владе Придњестровља. Медији из Придњестровља су напали локалне власти за толерисање „домаћих непријатеља”. Председник удружења родитеља - наставника Михај Спејан ухапшен је од стране власти Придњестровља 28. августа 2002. године. Пуштен је 12. септембра, након протеста од стране ОЕБС - а у Молдавији. Школа је затим пресељена у село Дороцкаја, које се налази у области под контролом Републике Молдавије.

## Становништво
Године 1989. Григориопољ броји 11,712 становника. Према попису становништва Придњестровља из 2004. године град је имао 11,473 становника укључујући 5,570 Молдаваца, 3,275 Руса, 2,248 Украјинаца, 83 Немаца, 67 Белоруса, 63 Бугара, 46 Јермена, 39 Пољака, 26 Гагауза, 14 Јевреја и 42 других и неизјашњених.